# عمروان (قهاب صرصر)
عمروان (بالفارسية: عمروان) هي معلم جغرافي تقع في إيران في قسم قهاب صرصر الريفي. يقدر عدد سكانها بـ 141 نسمة .